# Tractat de Mallarino-Bidlack
El Tractat Mallarino-Bidlack es va signar el 12 de desembre, 1846, entre la Nova Granada (actual Colòmbia) i els Estats Units. Va ser anomenat oficialment el "Tractat de Pau, Amistat, Navegació i Comerç", i va ser essencialment un conveni de reciprocitat comercial entre ambdós països. Però, es va convertir en la primera acció jurídica per mitjà de la qual els Estats Units intervindrien a l'istme de Panamà, que aleshores formava part de la Nova Granada.

## Història
Després de la desintegració de la Gran Colòmbia el 1830, el departament del Panamà havia intentat separar-se el mateix any, el 1831, i de 1840 a 1841, data en la qual s'establiria com a estat independent. Durant aquest breu període d'independència, el Secretari de Relacions Exteriors del Panamà, Mariano Arosemena, va plantejar la conveniència d'assolir que el Regne Unit, els Estats Units i França protegissin la integritat i la neutralitat de l'istme.
En reintegrar-se l'istme de Panamà a Nova Granada el 1841, les autoritats neogranadines van considerar la mateixa idea de suggerir als tres països les garanties per tal que la Nova Granada mantingués el control sobre l'istme.
Amb aquest propòsit, el ministre de Relacions Exteriors de la Nova Granada, Manuel María Mallarino va entregar un document confidencial del seu govern a l'encarregat dels afers nord-americans, Benjamin Bidlack, per mitjà del qual el govern neogranadí advertia als Estats Units del perill que significaven les ambicions del Regne Unit de controlar "els punts més mercantils del continent americà". La Nova Granada sol·licitava dels Estats Units que garantís la possessió, la sobirania i la neutralitat de l'istme de Panamà, i l'oferia, a canvi, avantatges per a la transportació a través de l'istme, per a les seves mercaderies, correus, passatgers, etc.
Així doncs, es va signar el Tractat de Pau, Amistat, Navegació i Comerç, el 12 de desembre, 1846. No obstant això, va ser desavantatjosa per a Panamà, especialment l'article 35, per mitjà del qual els Estats Units es comprometien a garantir la neutralitat de l'istme i el lliure trànsit entre l'oceà Pacífic i l'oceà Atlàntic, obrint el camí per a l'intervencionisme a Panamà.

## Resum del tractat
Alguns punts fonamentals de l'article 35 són:
- Els ciutadans, bucs i mercaderies dels Estats Units gaudiran, als ports de Nova Granada, incloent els ports de l'istme de Panamà, de totes les franquícies, privilegis i immunitats, quant al comerç i navegació; i que aquesta igualtat de favors es farà extensiva als passatgers, correspondència i mercaderia dels Estats Units, que transitin a través del dit territori.
- El govern de la Nova Granada garanteix al govern dels Estats Units el dret de via o trànsit a través de l'istme de Panamà, per qualsevol mitjà de comunicació que ara existeixi, o que en el futur pugui obrir-se, i serà franc i expedit per als ciutadans, el govern dels Estats Units, els productes manufacturats o les mercaderies.
- No s'imposaran ni cobraran als ciutadans dels Estats Units, ni a les seves mercaderies, cap altre peatge de pas per qualsevol camí o canal, llevat dels que s'imposin o cobrin als neogranadins.
- Els Estats Units garanteixen a la Nova Granada, la perfecta neutralitat de l'istme de Panamà, amb la mira de què en cap temps, mentre existeixi aquest tractat, no sigui interromput el lliure trànsit d'un mar cap a l'altre.
- Els Estats Units garantiran, de la mateixa manera, els drets de sobirania i propietat que la Nova Granada té i posseïx sobre el dit territori.

Amb aquest tractat s'inicien formalment les relacions econòmiques, socials, polítiques dels Estats Units amb Panamà, amb la conseqüència d'un retard de la separació de l'istme de Nova Granada, en impedir els moviments d'emancipació la segona meitat del segle xix.